# The Locket (film, 1912)
Pour les articles homonymes, voir The Locket.
The Locket est un film muet américain réalisé par Allan Dwan et sorti en 1912.

## Fiche technique
- Réalisation : Allan Dwan
- Scénario : Allan Dwan
- Date de sortie : États-Unis : 11 janvier 1912